# Aleš Zielinski
Aleš Zielinski (* 6. března 2006) je český hokejový hráč a juniorský reprezentant, který hraje na pozici obránce za HC Oceláři Třinec.

## Kariéra
Zielinski začínal s hokejem v klubu AZ Havířov. V roce 2022 přestoupil do klubu HC oceláři Třinec, s jehož dorosteneckým týmem získal v roce 2023 titul. Před sezónou 2023/2024 odešel do kanadské juniorské soutěže QMJHL, kde nastupoval za tým Moncton Wildcats. V té zůstal i pro část sezóny 2024/2025 a to v týmu Cape Breton Eagles. Na jaře roku 2025 se vrátil do Třince, kde sezónu dokončil v jeho juniorském týmu. Od sezóny 2025/2026 by měl Zielinski nastupovat za farmářský tým Třince HC Frýdek Místek.

## Reprezentace
V roce 2023 Zielinski hrál za český tým do osmnácti let na turnaji Hlinka-Gretzky Cup. V roce 2024 byl nominován do české reprezentace na mistrovství světa v ledním hokeji do osmnácti let, na kterém odehrál pět utkání a připsal si jednu asistenci.